# Pyrénée
Pyrénée é um romance gráfico francês sobre uma criança selvagem de Regis Loisel e Philippe Sternis, é sobre uma garota que é criada nas montanhas dos Pirenéus franceses por um urso.
Pyrénée está disponível em francês como "Pyrénée", em alemão como Pyrenea e em neerlandês como Pyrenee. Não foi traduzido ao inglês, embora se isso tem alguma coisa a ver com a nudez do personagem central é incerto.

## Sinopse
Quando um grande terremoto devasta a cidade nos Pirenéus Franceses, um urso escapa de um circo na confusão e posteriormente encontra uma menina, cuja mãe foi morta no terremoto. O urso resgata a menina(e seu ursinho de pelúcia) e a coloca como o seu próprio filhote, como uma versão feminina de Mowgli de Rudyard Kipling. No alto das montanhas inacessíveis, o urso a nomeia de "Pyrénée" depois de eles(talvez não por coincidência, um dos Pireneus é também um tipo de fadas). Mais tarde, ela também aprende a filosofia e a sabedoria de uma velha águia cega, e eventualmente - como Mogli - tem que tentar fazer o caminho de volta para a sociedade humana.
Como Mogli, na história original de Rudyard Kipling, Pyrénée é completamente inocente de roupas. Sua nudez provou ser uma séria desvantagem em algumas ocasiões, quando ela é atacada por abelhas e formigas e ser dependente do calor do urso no inverno. Quando ela deixa temporariamente o urso num inverno e vive com a águia na caverna, a águia a ensina a usar um casaco de peles e botas que ex-ocupantes humanos da caverna tinham deixado para trás. No entanto, ela só usa essa roupa por necessidade e não por modéstia, ela as descarta logo que o tempo esquenta novamente.

## Inspirações
Os Pirenéus franceses estavam em casa com duas pessoas que podem ter servido de inspiração para a história. A garota de Issaux, perdida na neve aos 8 anos de idade e capturada aos 16 anos (cerca de 1719), e e também La Folle des Pyrénées (1807, capturado com a idade de cerca de 40) que não era selvagem, mas viveu com os ursos. A história também atrai alguns paralelos com uma outra história de uma criança selvagem de origem francesa, Victor de Aveyron.